# Marie Kovářová
Marie Kovářová (Luleč, 11 maggio 1927 – Praga, 4 gennaio 2023) è stata una ginnasta cecoslovacca, dal 1992 ceca.

## Palmarès

### Olimpiadi
- 1 medaglia:
  - 1 oro (Londra 1948 a squadre)